# Don't Hold Your Breath
"Don't Hold Your Breath" é uma canção da cantora norte-americana Nicole Scherzinger, gravada para o seu álbum de estreia a solo Killer Love. Foi composta por Josh Alexander, Toby Gad, Billy Steinberg e produzida por Carl Falk, Steve Josefsson e Rami. A sua gravação decorreu nos estúdios Kinglet Studio, The Record Plant em Los Angeles, na Califórnia. Foram divulgadas três demos na Internet da faixa, uma delas com vocais de Timbaland e Keri Hilson, e outras com a voz de Scherzinger mas inacabadas. Começou a ser reproduzida nas rádios britânicas a 16 de Fevereiro de 2011, servindo como segundo single do disco. Um mês depois, 10 de Março, foi lançada digitalmente na iTunes Store de vários países europeus. Posteriormente, foram editados três extended play (EP) com remisturas e em Agosto a música começou a ser promovida nos Estados Unidos.
A canção deriva de origens estilísticas de eurodance e pop. Liricamente, fala sobre o final de uma relação amorosa, com a protagonista transmitindo que a vida não torna a ser a mesma depois do seu término. Os membros da crítica apreciaram a música pela mensagem de força, preferindo-a a singles anteriores da banda Pussycat Dolls. A sua repercussão nas tabelas musicais foi moderada, estreando na liderança da UK Singles Chart e Scottish Singles Chart,  além de constar na lista dos vinte singles mais vendidos da Irlanda, Nova Zelândia e Países Baixos.
O vídeo musical, dirigido por Rich Lee, foi lançado a 8 de Fevereiro de 2011 através do serviço Vevo. Segundo o director, as cenas retratam um ambiente de ressentimento, alternando entre um automóvel e uma casa vazia. A divulgação da faixa acabou por consistir em várias actuações de programas televisivos norte-americanos e britânicos.

## Antecedentes e divulgação
Em Junho de 2010, foi divulgada na Internet uma demonstração de "Don't Hold Your Breath", mas com vocais do rapper Timbaland e da cantora Keri Hilson. Em Agosto de 2010, o produtor marroquino RedOne foi entrevistado pela BBC, revelando que tinha trabalhado no novo projecto de Scherzinger:
| “ | Acabei de terminar o seu álbum. O último nunca saiu porque era como uma colecção de hambúrgueres, como fast food. Um do McDonalds, um do Burger King, e assim por diante. Tinha bom gosto, mas não era consistente. O seu novo disco - as pessoas vão ficar loucas porque é verdadeiramente ela. | ” |

Mais tarde, dois meses antes do lançamento do disco Killer Love, no início de Janeiro de 2011, o sítio britânico Digital Spy revelou uma pequena previsão da canção inacabada com a voz de Scherzinger. A versão final foi colocada na página da revista norte-americana Rap-Up a 14 de Janeiro. Peter Robinson do portal Pop Justice considerou que a cantora transmitia uma mensagem de força, "já sofri o suficiente com isto tudo e sou uma mulher forte", além de Robinson ter notado que a letra da segunda demonstração divulgada tinha sido reescrita mas o refrão continuava intacto.
A BBC Radio 1 reproduziu a canção pela primeira vez a 30 de Janeiro de 2011, durante o Tom Deacon Show. A música acabou por ser enviada para as rádios britânicas a 16 de Fevereiro, e posteriormente, foi lançada na iTunes Store de vários países europeus para servir como segundo single de promoção do álbum. Mais tarde, foram editados três extended play (EP) com várias remisturas a partir da faixa original. Em Agosto de 2011, "Don't Hold Your Breath" tornou-se o sucessor de "Right There" nos Estados Unidos, com promoção digital e nas estações radiofónicas norte-americanas. A sua divulgação foi realizada a partir de várias actuações ao vivo em vários programa de televisão. A primeira performance foi a 6 de Março de 2011, após o lançamento da obra, durante o Dancing on Ice. No Loose Women, Scherzinger promoveu a obra num ambiente de estilo urbano e roupa inspirada na selva, com saltos altos imponentes. Seguiram-se outros programas televisivos para divulgar a faixa, como Lorraine e Let's Dance for Comic Relief em Março, além das suas primeiras actuações para promover o single nos Estados Unidos em Agosto no Regis & Kelly e em Outubro no Good Morning America.

## Estilo musical e letra
"Don't Hold Your Breath" é uma canção que combina estilos eurodance com pop e R&B, escrita por Josh Alexander, Toby Gad, Billy Steinberg e produzida por Carl Falk, Steve Josefsson e Rami. O estilo da produção e arranjo musical foram comparados com trabalhos da artista Gloria Gaynor, de acordo com Robert Copsey do sítio Digital Spy. Segundo a crítica, a melodia da canção "exala classe" e "tenta combater pela sua liberdade", sendo comparada a outros projectos de artistas como Rihanna e Beyoncé.
Liricamente, o tema e conteúdo da faixa revelam os acontecimentos que sucedem ao final de um relacionamento. Além de incorporar elementos da música agradáveis a discotecas, o seu tom lírico é de desprezo, como demonstrado nos versos "Não me podes tocar agora, não resta nenhum sentimento/Se achas que vou voltar, não sustenhas a tua respiração/O que me fizeste, rapaz, não consigo esquecer". De acordo com a partitura publicada pela EMI Music Publishing, a música foi escrita em compasso simples, num andamento acelerado com um metrónomo de 112 batidas por minuto. Composta na lá bemol menor com um alcance vocal que vai desde da nota baixa de si bemol para a nota de alta de lá, seguindo uma progressão harmónica de fá menor, mi e ré.

## Recepção da crítica
| Críticas profissionais | Críticas profissionais |
| Avaliações da crítica  | Avaliações da crítica  |
| Fonte                  | Avaliação              |
| ---------------------- | ---------------------- |
| Digital Spy            | [ 19 ]                 |

As críticas após o lançamento da faixa foram geralmente positivas. Ben Norman do portal About.com, na sua análise ao disco Killer Love, referiu que a música "é um destaque absoluto e uma das melhores que tem oferecido em qualquer associação que teve". Norman também deixou a observação que a cantora "só precisa de um álbum repleto de canções assim boas e que vai finalmente tornar-se numa artista a solo relevante". Robert Copsey do sítio Digital Spy atribuiu cinco estrelas máximas à obra, afirmando que não deveríamos "ter vergonha de dançar ao som do último ataque às tabelas musicais de Nicole Scherzinger", mesmo que "um monte de pessoas estranhas estejam a olhar". Copsey considerou a sua melodia "forte e agradável para discotecas", comparando ainda a produções de Gloria Gaynor. Bradley Stern do blogue MTV Buzzworthy adjectivou a música como "linda" e "cheia de recursos e arranjos shynthpop". Stern comentou o facto de ter atingido a liderança no Reino Unido e que "com sorte" o "povo americano iria render-se tão rapidamente como os ouvintes britânicos". A revista Glam considerou que a música "tem um estilo R&B distinto com vocais suaves. É uma bela melodia solitária, e que se reflecte no vídeo que se concentra totalmente na Nicole, a andar de carro, em corredores vazios e a olhar ao espelho". A edição relectiu que a artista possa estar "a descobrir a sua identidade própria longe das Pussycat Dolls". Pip Ellwood da Entertainment Focus considerou que "se gostarmos de "Don't Hold Your Breath" e "Poison", as restantes faixas do disco serão agradáveis também".
Peter Robinson da página Popjustice congratulou Scherzinger pela escolha de lançamento de "Don't Hold Your Breath" como segundo single. Robinson considera que a artista "tomou a medida polémica de gravar uma música que também é, basicamente, brilhante", defendendo também que "é bom ter uma música decente sobre o amor porque este é o tema oficial do pop, e qualquer um que tente dizer o contrário é um tolo". Robbie Daw do Idolator baseou-se na primeira demo com os vocais de Nicole divulgada em Janeiro, referindo que "a música em si soava melhor que todos os singles combinados de Pussycat Dolls".

## Vídeo musical

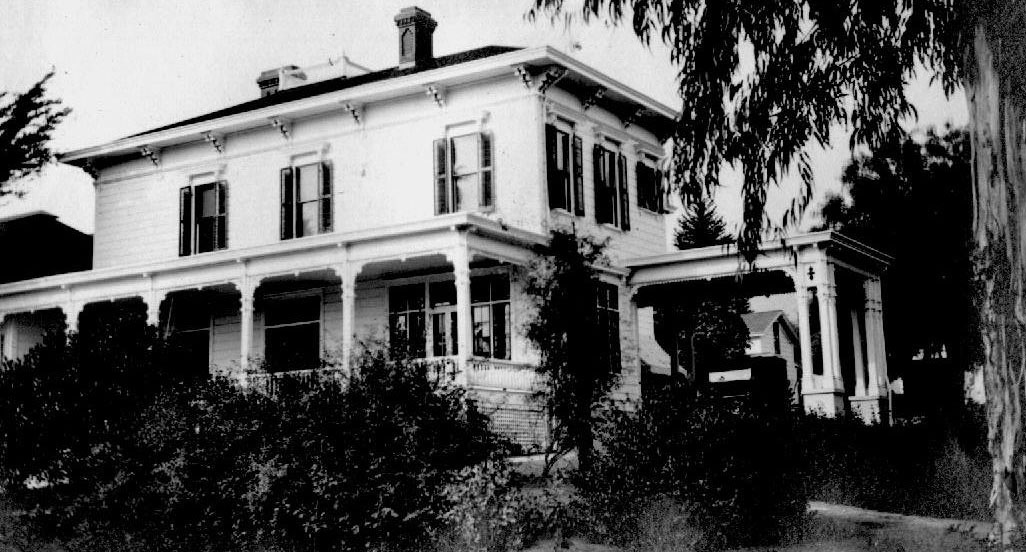
Woodbury-Story House, registada como património nacional, é a casa onde foram gravadas várias das cenas do vídeo musical.

A 18 de Janeiro de 2011, a cantora confirmou que seria Rich Lee o director do vídeo musical para a canção. As gravações decorreram em Altadena, na Califórnia, numa casa abandonada que consta no Registo Nacional de Lugares Históricos, sendo considerado património nacional. Scherzinger afirmou nos bastidores que gostava de "vídeos simples, em que o artista mostra conta a sua história e mostra a sua perspectiva", comentando ainda a cena em que sai de um carro e entra numa casa velha e abandonada é "uma transição na sua vida, em quem te de ser corajosa". A versão final acabou por estrear a 8 de Fevereiro de 2011, através do portal Vevo. Segundo os críticos, o teledisco mostra um lado mais "vulnerável" de Nicole, pois além de chorar depois do final de uma relação amorosa, lamentando-se dentro de um carro em andamento, também nunca olha para trás para o que deixou e perdeu.
Andrea Magrath do Daily Mail comentou que no vídeo existem várias e diferentes emoções desde "sedução" até "angústia", com um objectivo global de "assegurar [que] o cavalheiro sem nome, do qual ela canta, sabe exactamente o que está a faltar". Magrath destacou, em particular, o corpo tonificado de Nicole nos início do vídeo. A revista norte-americana Rap-Up considerou que a personagem interpretada por Scherzinger era de uma "sereia sexy", enquanto que Ryan Brockington do New York Post afirmou que os cenários do teledisco faziam lembrar a série de drama Dexter. Um editor da Sugar Magazine, comentou que o vídeo musical de "Don't Hold Your Breath" ficou semelhante ao de Cheryl Cole para a faixa "The Flood", já que ambos eram "escuros e melancólicos", embora tenha elogiado a cena "calorosa" do cobertor. De acordo com Robbie Daw do sítio Idolator, o tema do trabalho transmite "drama e raiva", contudo, Daw prezou a música mas adjectivou o vídeo de "geral, barato, mas com uma grande canção pop". Numa nota publicada pela Interscope Records, podia-se ler que o videoclipe tinha recebido elogios da crítica com mais de 18 milhões visualizações no VEVO a 16 de Agosto de 2011.

## Faixas e formatos
A versão single de "Don't Hold Your Breath" contém duas faixas com duração total de seis minutos e trinta e seis segundos, com a edição original e instrumental. Foram lançados três extended play (EP) digitais com remisturas diferentes, um deles em exclusivo para o território francês.
| Descarga digital |                                         |         |  |
| N.º              | Título                                  | Duração |  |
| 1.               | "Don't Hold Your Breath"                | 3:18    |  |
| 2.               | "Don't Hold Your Breath" (instrumental) | 3:18    |  |
| Duração total:   | Duração total:                          | 6:36    |  |

| EP digital de remisturas |                                                   |         |  |
| N.º                      | Título                                            | Duração |  |
| 1.                       | "Don't Hold Your Breath" (Cahill Club Mix)        | 5:27    |  |
| 2.                       | "Don't Hold Your Breath" (Cahill Mix – Edit)      | 3:04    |  |
| 3.                       | "Don't Hold Your Breath" (Bimbo Jones Radio Edit) | 2:42    |  |
| 4.                       | "Don't Hold Your Breath" (Bimbo Jones Dub Edit)   | 7:03    |  |
| 5.                       | "Don't Hold Your Breath" (The Alias Radio Mix)    | 3:10    |  |
| 6.                       | "Don't Hold Your Breath" (The Alias Club Mix)     | 5:28    |  |
| Duração total:           | Duração total:                                    | 26:14   |  |

| France Remixes Version |                                                   |         |  |
| N.º                    | Título                                            | Duração |  |
| 1.                     | "Don't Hold Your Breath" (versão original)        | 3:18    |  |
| 2.                     | "Don't Hold Your Breath" (Kat Crazy Radio Remix)  | 3:08    |  |
| 3.                     | "Don't Hold Your Breath" (Dave Audé Radio Remix)  | 3:33    |  |
| 4.                     | "Don't Hold Your Breath" (Fred Falke Radio Remix) | 3:43    |  |
| 5.                     | "Don't Hold Your Breath" (Kaskade Radio Remix)    | 3:49    |  |
| 6.                     | "Don't Hold Your Breath" (Dave Audé Remix)        | 7:16    |  |
| 7.                     | "Don't Hold Your Breath" (Fred Falke Remix)       | 7:08    |  |
| 8.                     | "Don't Hold Your Breath" (Olav Basoki Remix)      | 6:10    |  |
| Duração total:         | Duração total:                                    | 37:25   |  |

| The Remixes    |                                              |         |  |
| N.º            | Título                                       | Duração |  |
| 1.             | "Don't Hold Your Breath" (Kaskade Remix)     | 5:22    |  |
| 2.             | "Don't Hold Your Breath" (Olav Basoki Remix) | 6:10    |  |
| 3.             | "Don't Hold Your Breath" (Fred Falke Remix)  | 7:08    |  |
| 4.             | "Don't Hold Your Breath" (Dave Audé Remix)   | 7:16    |  |
| 5.             | "Don't Hold Your Breath" (Kat Crazy Remix)   | 4:09    |  |
| Duração total: | Duração total:                               | 30:05   |  |

## Desempenho nas tabelas musicais
Após o seu lançamento digital, a faixa debutou na Irish Singles Chart na quarta posição, ultrapassando o desempenho do single anterior "Poison" que alcançou a sétima. No Reino Unido, a canção estreou na liderança da tabela musical UK Singles Chart, tornando-se a primeira na carreira a solo da artista, vendendo 98 mil cópias na sua primeira semana. A The Official UK Charts Company divulgou que em território britânico a obra atingiu as 430 mil cópias vendidas. Anteriormente, Scherzinger atingiu o topo com "Stickwitu" e "Don't Cha", com a banda Pussycat Dolls.
Na Austrália, a música estreou-se na 45.ª posição a 18 de Abril de 2011. Na sua sexta semana de permanência, alcançou o décimo sétimo lugar. Devido às vendas digitais, "Don't Hold Your Breath" foi certificada com disco de platina pela Australian Recording Industry Association (ARIA), como resultado das 70 mil unidades vendidas. O single esteve na lista dos mais vendidos na Escócia e Polónia, além de ter conseguido atingir o top 20 das tabelas musicais da Eslováquia e nos Países Baixos.

### Posições
| Tabela musical (2011)                            | Melhor posição |
| ------------------------------------------------ | -------------- |
| Austrália - ARIA Charts                          | 17             |
| Áustria - Ö3 Austria Top 75                      | 65             |
| Bélgica - Ultratip (Flandres)                    | 2              |
| Bélgica - Ultratop 40 (Valónia)                  | 42             |
| Canadá - Canadian Hot 100                        | 70             |
| Escócia - Scottish Singles Chart                 | 1              |
| Eslováquia - IFPI Slovenská Republika            | 11             |
| Estados Unidos - Billboard Hot 100               | 86             |
| Estados Unidos - Billboard Dance/Club Play Songs | 2              |
| Estados Unidos - Billboard Pop Songs             | 37             |
| França - SNEP                                    | 45             |
| Hungria - Single Top 100                         | 39             |
| Irlanda - IRMA                                   | 4              |

| Tabela musical (2011)          | Melhor posição |
| ------------------------------ | -------------- |
| Nova Zelândia - RIANZ          | 22             |
| Países Baixos - Dutch Top 40   | 15             |
| Polónia - ZPAV                 | 1              |
| Reino Unido - UK Singles Chart | 1              |
| Chéquia - Czech Airplay Chart  | 36             |
| Suíça - Schweizer Hitparade    | 62             |

| País        | Provedor | Certificação |
| ----------- | -------- | ------------ |
| Austrália   | ARIA     | 2× Platina   |
| Reino Unido | BPI      | Ouro         |

## Créditos
Todo o processo de elaboração da canção atribui os seguintes créditos pessoais:
- Nicole Scherzinger – vocalista principal;
- Josh Alexander - composição, produção vocal;
- Toby Gad - composição;
- Billy Steinberg - composição, produção vocal;
- Carl Falk, Steve Josefsson, Rami - produção;
- David Bukovinszky - violoncelo;
- Mattias Bylund - instrumento de cordas, gravação, edição;
- Chris Garcia - edição digital;
- Chris Gehringer  - masterização de áudio;
- Mattias Johansson - violino;
- Mark 'Spike' Stent - mistura.

## Histórico de lançamento
"Don't Hold Your Breath" foi adicionada às listas das rádios britânicas a 16 de Fevereiro de 2011 e foi lançada a 11 de Março na loja digital iTunes Store de vários países, maioritariamente europeus. Também foram editados três EP de remisturas a partir da faixa original, e mais tarde a música acabou por ser promovida nos Estados Unidos a partir de 16 de Agosto de 2011.
| País           | Data                    | Formato                    | Editora discográfica |
| -------------- | ----------------------- | -------------------------- | -------------------- |
| Reino Unido    | 16 de Fevereiro de 2011 | BBC Radio 1                | Polydor              |
| Austrália      | 10 de Março de 2011     | Descarga digital           | Interscope           |
| Irlanda        | 10 de Março de 2011     | Descarga digital           | Interscope           |
| França         | 10 de Março de 2011     | Descarga digital           | Interscope           |
| Portugal       | 10 de Março de 2011     | Descarga digital           | Interscope           |
| Reino Unido    | 10 de Março de 2011     | Descarga digital           | Interscope           |
| França         | 11 de Março de 2011     | EP digital de remisturas 1 | Interscope           |
| Irlanda        | 11 de Março de 2011     | EP digital de remisturas 1 | Interscope           |
| Portugal       | 11 de Março de 2011     | EP digital de remisturas 1 | Interscope           |
| Reino Unido    | 11 de Março de 2011     | EP digital de remisturas 1 | Interscope           |
| França         | 25 de Abril de 2011     | EP digital de remisturas 2 | Interscope           |
| Brasil         | 29 de Junho de 2011     | Descarga digital           | Universal Music      |
| Estados Unidos | 16 de Agosto de 2011    | Descarga digital           | Interscope           |
| Estados Unidos | 20 de Setembro de 2011  | Rádio mainstream           | Interscope           |
| Estados Unidos | 11 de Outubro de 2011   | EP digital de remisturas 3 | Interscope           |